# Gobierno del Segundo Dáil

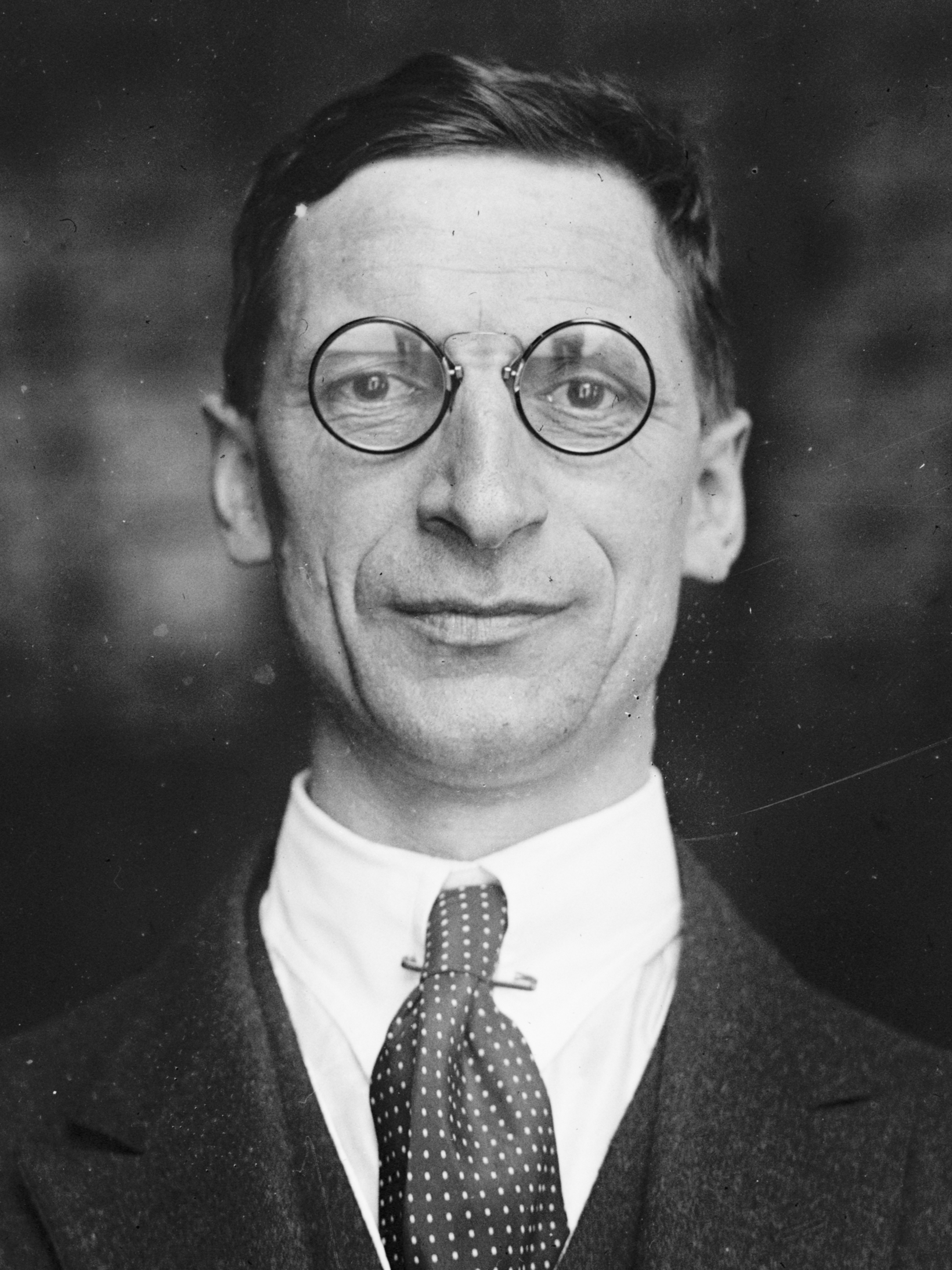
Foto de Éamon de Valera, expresidente de Irlanda que estuvo en el mandato desde 1959 hasta 1973, tomada entre los años 1918 y 1920 por un autor desconocido

El Gobierno del Segundo Dáil fue elegido en las elecciones irlandesas del 24 de mayo de 1921 y duró 388 días.

## Tercer gabinete
El Tercer Gabinete fue el gabinete de la República de Irlanda y entró en vigor entre el 26 de agosto de 1921 y el 9 de enero de 1922. Fue designado poco después de la elección del Segundo Dáil en 1921.
Contrario a la práctica en los primeros dos gabinetes, cuando Éamon de Valera fue reelegido como Jefe de gobierno en 1922, él asumió el título de Presidente de la República y, por consiguiente, se convirtió explícitamente en el Jefe de gobierno de la república más que meramente un primer ministro. En imitación a la práctica de los sistemas presidenciales de otras naciones, los miembros del Tercer Gabinete tenían más el estilo de "secretarios de estado" que de ministros.
| Secretaría                                                 | Nombre               | Nombre |
| ---------------------------------------------------------- | -------------------- | ------ |
| Presidente de la República                                 | Éamon de Valera      |        |
| Secretario de Hacienda                                     | Michael Collins      |        |
| Secretario de Asuntos Exteriores                           | Arthur Griffith      |        |
| Secretario de Justicia                                     | Austin Stack         |        |
| Secretario de Defensa                                      | Cathal Brugha        |        |
| Secretario de Medio Ambiente, Patrimonio y Gobierno Local  | W.T. Cosgrave        |        |
| Secretario de Estado en Asuntos Económicos                 | Robert Barton        |        |
| Ministros que no pertenecieron al gabinete                 |                      |        |
| Secretaría                                                 | Nombre               | Nombre |
| Secretario de Estado para Gobierno Local                   | Kevin O'Higgins      |        |
| Secretario de Educación                                    | John J. O'Kelly      |        |
| Secretario de Comercio                                     | Ernest Blythe        |        |
| Secretario de Agricultura                                  | Art O'Connor         |        |
| Secretario de Puestos y Telégrafos                         | James J. Walsh       |        |
| Secretario de Comunicaciones, Energía y Recursos Naturales | Seán Etchingham      |        |
| Secretario del Trabajo                                     | Constance Markievicz |        |
| Secretario de Publicidad                                   | Desmond FitzGerald   |        |
| Secretario de Bellas Artes                                 | Count Plunkett       |        |

En enero de 1922 el Tratado Anglo-Irlandés fue ratificado y algunos miembros, incluyendo Éamon de Valera, renunciaron al gabinete en protesta.

## Cuarto gabinete
El Cuarto Gabinete fue el gabinete de la República de Irlanda que operó desde el 10 de enero de 1922 hasta el 9 de septiembre de 1922. Seguido a la ratioficación del Tratado Anglo-Irlandés el 7 de enero, Éamon de Valera renunció en protesta y el Tercer Gabinete cayó. El Cuarto Gabinete encabezado por Arthur Griffith y compuesto solo por miembros del Sinn Féin que apoyaban el Tratado Anglo-Irlandés, fue elegido el siguiente día.
Bajo los términos del tratado otro gabinete, el Gobierno provisional, fue también establecido seis días más tarde bajo la dirección de vMichael Collins. Sin embargo, el Cuarto Gabinete entró en vigor paralelo al Primer Gobierno Provisional. En agosto Griffith murió de causas naturales y Collins fue muerto en batalla, sin embargo, el resto de los miembros del gabinete continuó trabajando hasta el 9 de septiembre, cuando el Tercer Dáil eligió un nuevo gabinete bajo el liderazgo de W.T. Cosgrave. Cosgrave aprovechó la oportunidad para fundir el gabinete y el gobierno provisional en una sola administración, el Segundo Gobierno Provisional. De ahí en adelante el país fue gobernado por un solo gabinete.
| Cargo                                                   | Nombre             | Nombre |
| ------------------------------------------------------- | ------------------ | ------ |
| Presidente de la República                              | Arthur Griffith    |        |
| Ministro de Hacienda                                    | Michael Collins    |        |
| Ministro de Asuntos Exteriores                          | George Gavan Duffy |        |
| Ministro de Justicia, Igualdad y Reforma Legal          | Eamonn Duggan      |        |
| Ministro de Defensa                                     | Richard Mulcahy    |        |
| Ministro de Medio Ambiente, Patrimonio y Gobierno Local | W.T. Cosgrave      |        |
| Ministro de Asuntos Económicos                          | Kevin O'Higgins    |        |
| Ministros que no pertenecieron al gabinete              |                    |        |
| Cargo                                                   | Nombre             | Nombre |
| Ministro de Educación                                   | Michael Hayes      |        |
| Ministro de Comercio                                    | Ernest Blythe      |        |
| Ministro de Agricultura                                 | Patrick Hogan      |        |
| Ministro del Trabajo                                    | Joseph McGrath     |        |
| Ministro de Publicidad                                  | Desmond FitzGerald |        |
| Asistentes                                              |                    |        |
| Oficina                                                 | Nombre             | Nombre |
| Asistente del Ministro de Medio                         | Laurence Robbins   |        |
| Asistente del Ministro de Asuntos Internos              | George Nicolls     |        |
| Asistente del Ministro de Educación                     | Frank Fahy         |        |

## Primer Gobierno Provisional
El Primer Gobierno Provisional operó entre el 16 de enero y el 30 de agosto de 1922. El gobierno provisional fue establecido bajo los términos del Tratado Anglo-Irlandés como una administración interina que gobernaría hasta el establecimiento del Estado Libre Irlandés en diciembre. Sus miembros fueron nominados por la Casa de los Comunes de Irlanda del Sur el 14 de enero y entró en vigor dos días más tarde. El gobierno británico transfirió formalmente el poder al gabinete el 1.º de abril. Encabezado por el presidente Michael Collins, sus miembros pertenecían todos al ala del Sinn Féin que apoyaba el Tratado Anglo-Irlandés.
Para el tiempo en que se estableció el gobierno provisional había una administración preexistente, en la forma del Cuarto Gabinete el cual no era reconocido por el gobierno del Reino Unido. Este Cuarto Gabinete comenzó a operar justo seis días antes que el gobierno provisional, pero continuó operando después de su creación. Así, hasta septiembre hubo dos administraciones paralelas con una superposición de miembros. Esta situación anormal no acabó hasta que ambas administraciones se fundieron en septiembre con el Segundo Gobierno Provisional. El gobierno provisional respondía al Tercer Dáil el cual sí era reconocido como un parlamento provisional bajo la ley británica. Sin embargo, la ley británica no reconoció el Segundo Dáil que estaba operando cuando el Primer Gobierno Provisional entró en vigor.
Después de comenzada la Guerra Civil, el 29 de junio cuatro miembros del gabinete fueron a prestar servicio militar y fueron sustituidos temporalmente. Dos nuevos miembros, Michael Hayes y Ernest Blythe comenzaron como ministros sustitutos el 17 de julio y se integraron como miembros permanentes del gabinete el 27 de julio. Collins fue tiroteado un 22 de agosto y el gabinete eligió a Cosgrave como Presidente el 25 de agosto. Cinco días más tarde todo el gabinete fue reconstituido como el Segundo Gobierno Provisional nombrado por el Dáil hasta el 6 de diciembre de 1922 con la formación del Primer Consejo Ejecutivo del Estado Libre Irlandés.
| Oficina                                                 | Nombre          | Nombre |
| ------------------------------------------------------- | --------------- | ------ |
| Presidente del Gobierno Provisional de Irlanda del Sur  | Michael Collins |        |
| Presidente del Gobierno Provisional de Irlanda del Sur  | W.T. Cosgrave   |        |
| Ministro de Hacienda                                    | Michael Collins |        |
| Ministro de Hacienda                                    | W.T. Cosgrave   |        |
| Ministro de Asuntos Exteriores                          | Arthur Griffith |        |
| Ministro de Asuntos Exteriores                          | Michael Hayes   |        |
| Ministro de Justicia, Igualdad y Reforma Legal          | Eamonn Duggan   |        |
| Ministro de Medio Ambiente, Patrimonio y Gobierno Local | W.T. Cosgrave   |        |
| Ministro de Asuntos Económicos                          | Kevin O'Higgins |        |
| Ministro de Educación                                   | Finian Lynch    |        |
| Ministro de Agricultura                                 | Patrick Hogan   |        |
| Ministro del Trabajo                                    | Joseph McGrath  |        |
| Ministro de Puestos y Telégrafos                        | James J. Walsh  |        |
| Sustitutos                                              |                 |        |
| Oficina                                                 | Nombre          | Nombre |
| Ministro de Hacienda                                    | W.T. Cosgrave   |        |
| Ministro del Trabajo                                    | Patrick Hogan   |        |
| Ministro de Educación                                   | Michael Hayes   |        |
| Ministro de Asuntos Económicos                          | Ernest Blythe   |        |

## Recursos
- Debates del Dáil, 10 de enero de 1922.